# Ешленд (Вірджинія)
Ешленд (англ. Ashland) — місто (англ. town) в США, в окрузі Гановер штату Вірджинія. Населення — 7565 осіб (2020).

## Географія
Ешленд розташований за координатами 37°45′37″ пн. ш. 77°28′15″ зх. д. / 37.76028° пн. ш. 77.47083° зх. д. (37.760332, -77.470734).  За даними Бюро перепису населення США в 2010 році місто мало площу 18,55 км², з яких 18,47 км² — суходіл та 0,08 км² — водойми.

## Демографія
Згідно з переписом 2010 року, у місті мешкало 7225 осіб у 2670 домогосподарствах у складі 1540 родин. Густота населення становила 389 осіб/км².  Було 2863 помешкання (154/км²).
Расовий склад населення:
| - 71,1 % — білих - 22,2 % — чорних або афроамериканців - 1,2 % — азіатів - 0,4 % — корінних американців - 0,1 % — вихідців з тихоокеанських островів - 2,5 % — осіб інших рас |

До двох чи більше рас належало 2,6 %. Частка іспаномовних становила 4,7 % від усіх жителів.
За віковим діапазоном населення розподілялося таким чином: 18,5 % — особи молодші 18 років, 66,6 % — особи у віці 18—64 років, 14,9 % — особи у віці 65 років та старші. Медіана віку мешканця становила 33,5 року. На 100 осіб жіночої статі у місті припадало 87,6 чоловіків;  на 100 жінок у віці від 18 років та старших — 82,8 чоловіків також старших 18 років.
Середній дохід на одне домашнє господарство  становив 61 183 долари США (медіана — 40 902), а середній дохід на одну сім'ю — 77 521 долар (медіана — 60 357). Медіана доходів становила 50 350 доларів для чоловіків та 34 821 долар для жінок. За межею бідності перебувало 17,6 % осіб, у тому числі 29,0 % дітей у віці до 18 років та 6,4 % осіб у віці 65 років та старших.
Цивільне працевлаштоване населення становило 3441 осіб. Основні галузі зайнятості: освіта, охорона здоров'я та соціальна допомога — 21,9 %, мистецтво, розваги та відпочинок — 17,4 %, роздрібна торгівля — 15,9 %.